# Bitti
Bitti település Olaszországban, Szardínia régióban, Nuoro megyében. Lakosainak száma 2584 fő (2023. január 1.). Bitti Alà dei Sardi, Buddusò, Lodè, Lula, Nule, Orune, Osidda, Padru és Onanì községekkel határos.

## Híres San Rocco al Bittiak
- Gianuario Carta (1931–2017), politikus

## Népesség
A település népességének változása:
| Lakosok száma | 2843 | 2809 | 2584 |
|               | 2017 | 2018 | 2023 |